# Thomas U. Sisson

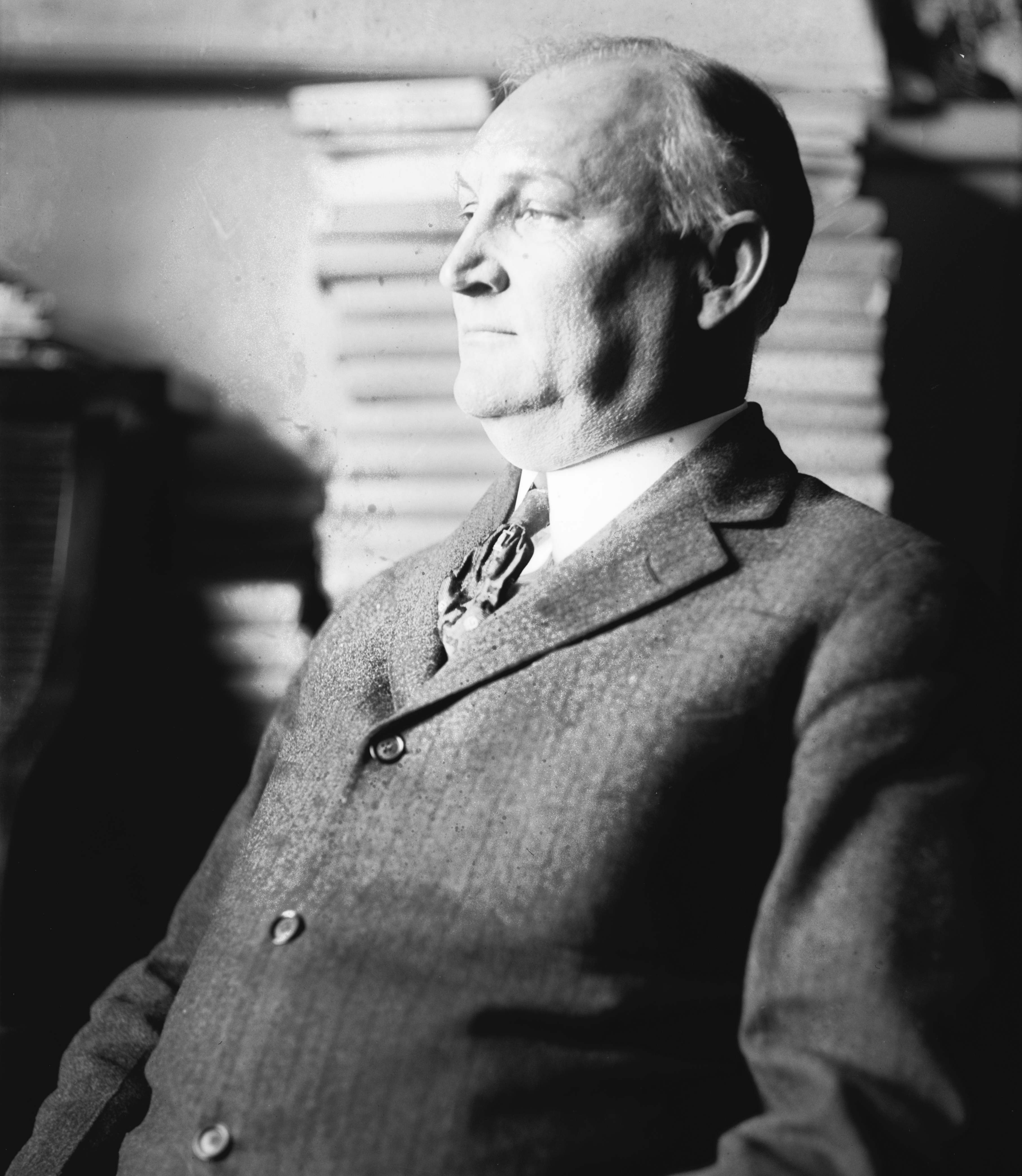
Thomas U. Sisson

Thomas Upton Sisson (* 22. September 1869 bei McCool, Attala County, Mississippi; † 26. September 1923 in Washington, D.C.) war ein US-amerikanischer Politiker. Zwischen 1909 und 1923 vertrat er den vierten Wahlbezirk des Bundesstaates Mississippi im US-Repräsentantenhaus.

## Werdegang
Thomas Sisson kam schon in jungen Jahren mit seinem Vater in das Choctaw County in Mississippi, wo er die öffentlichen Schulen besuchte. Außerdem absolvierte er die French Camp Academy, ebenfalls im Staat Mississippi. Bis 1889 war er an der Southwestern Presbyterian University in Clarksville (Tennessee). Mit einem Jurastudium an der University of Mississippi in Oxford und der Cumberland University in Tennessee beendete Sisson 1894 seine Studienzeit.
Nach seiner im Jahr 1894 erfolgten Zulassung als Rechtsanwalt begann er in Winona im Montgomery County in seinem neuen Beruf zu arbeiten. Politisch war Sisson Mitglied der Demokratischen Partei. Im Jahr 1898 gehörte er dem Staatssenat an, von 1903 bis 1907 war er Bezirksstaatsanwalt im fünften Gerichtsbezirk von Mississippi.
1908 wurde Sisson in das US-Repräsentantenhaus in Washington, D.C. gewählt, wo er am 4. März 1909 Wilson S. Hill ablöste. Nach sechs Wiederwahlen konnte er bis zum 3. März 1923 insgesamt sieben Legislaturperioden im Kongress absolvieren. In diese Zeit fielen unter anderem der Erste Weltkrieg, die bundesweite Einführung des Frauenwahlrechts und das Prohibitionsgesetz. Bei den Kongresswahlen des Jahres 1922 unterlag er in den Vorwahlen seiner Partei T. Jeff Busby. Thomas Sisson starb im September 1923 in Washington nur wenige Monate nach dem Ende seiner letzten Amtszeit im Kongress. Er wurde in Winona beigesetzt.